# Майсун бінт Бахдаль
Майсун бінт Бахдаль (араб. ميسون بنت بحدل, кириліз.: Майсун бінт Бахдаль) — дружина халіфа Муавії I (661—680) і мати його наступника і сина Язида I (680—683). Вона належала до правлячого клану кальбітів, племені, яке домінувало в сирійських степах. Шлюб Муавії з нею скріпив його союз із племенем.
Майсун також користується репутацією однієї з найдавніших арабомовних поетес. Однак ця репутація, здається, належить іншій жінці з подібним іменем, Майсун бінт Джандал.

## Життєпис

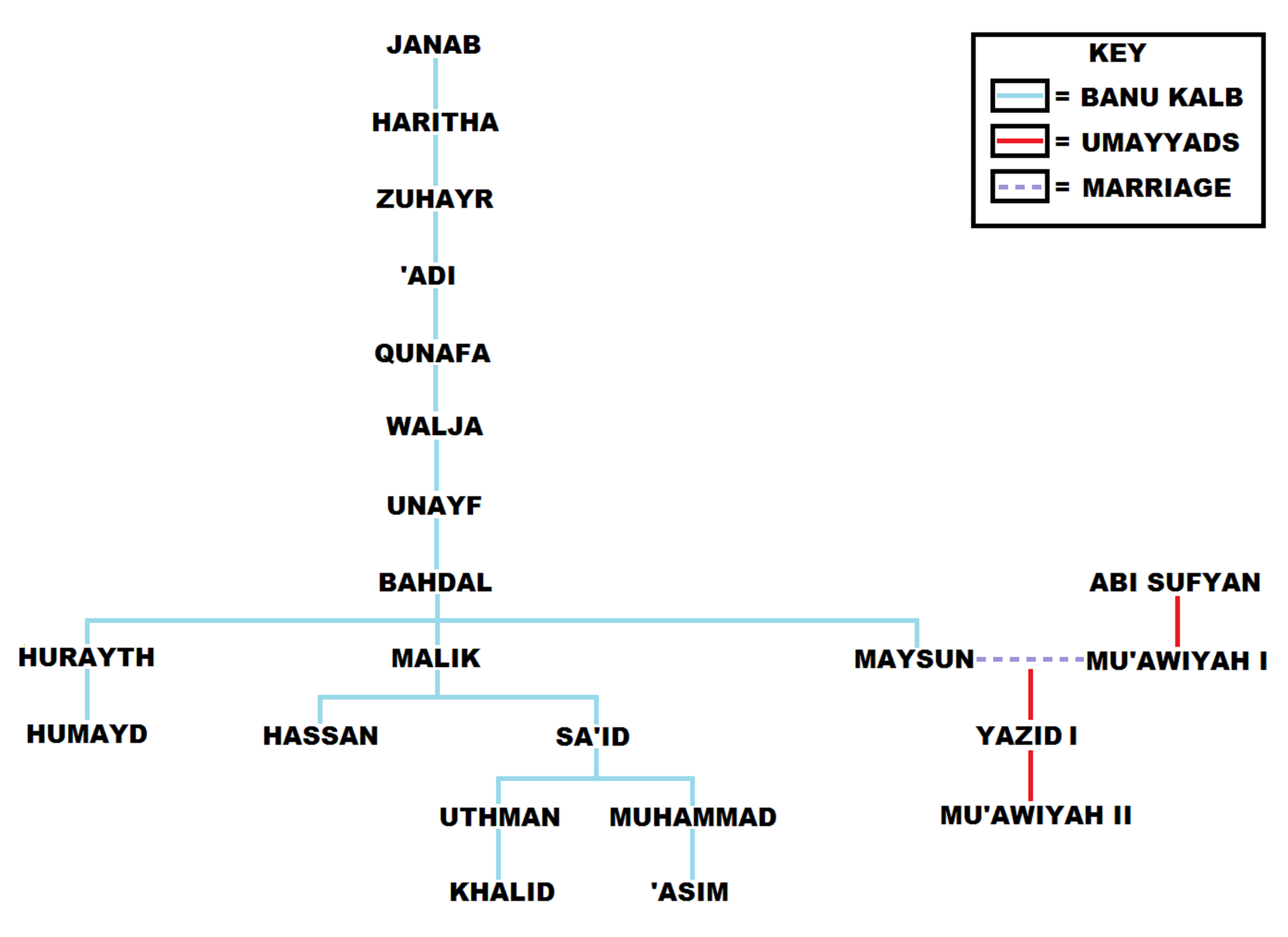
Генеалогічне дерево Майсун

Майсун належала до бедуїнського племені кальбітів. Вона була донькою вождя Бахдала ібн Унайфа. Кальбіти панували у сирійських степах і керував ширшою племінною конфедерацією Кудаа. Старі союзники Візантійської імперії, вони зайняли нейтральну позицію під час мусульманського завоювання візантійської Сирії. Плем'я встановило зв'язки з родиною Омеядів, спочатку через халіфа Османа (644—656), який одружився на жінці з племені кальбітів. Цим зв'язкам сприяв Муавія ібн Абі Суф'ян, який правив Сирією за Османа. Він скріпив свій союз із племенем, одружившись з Майсун, можливо 645 року. Він також одружився з двоюрідною сестрою Майсун по батьковій лінії Наїлою бінт Умарою, але незабаром після цього розлучився з нею.
Кальбіти і родина Бахдал під час ісламських завоювань були християнами, і невідомо, чи залишилася Майсун християнкою після одруження з Муавією. Історик Моше Шарон вважає, що «сумнівно, що вона прийняла іслам».

Майсун була матір'ю сина Муавії, Язида I, який став наступником. Вона виявила значний інтерес до навчання свого сина і відвезла його до пустельних таборів кальбітів, де Язид провів частину своєї юності. Швидше за все, вона померла до того, як Язид став халіфом у 680 році. За оцінкою історика Набії Ебботт,
«Майсун дещо вислизає від нас як яскрава особистість. Здається, вона була занурена в життя свого маленького сина, якого вона із задоволенням одягала у вишуканий одяг, щоб милувати очі його люблячого батька. Їй приписують інтерес до освіти Язида, якого вона взяла з собою в пустелю Кальб на південь від Пальміри. Свого часу вона супроводжувала Муавію в експедиції до Малої Азії. Загалом, вона отримала схвалення Муавії як служниця, дружина і мати».

## Поезія Майсун бінт Джандал
Майсун бінт Бахдаль, дружина Муавії I, в деяких джерелах помилково названа Майсун бінт Джандал. Однак Майсун інт Джандал, схоже, була іншою жінкою, з роду Фазара. Ця Майсун, очевидно, є авторкою наступного знаменитого вірша, який часто помилково приписують Майсун бін Бахдаль, що дає змогу охарактеризувати дружину Муавії I як яскраво виражену прихильницю сільського життя; існує навіть історія, що Муавія розлучився з Майсун бін Бахдаль через образу, яку він відчув від цього вірша, і що вона забрала свого маленького сина з собою, щоб він ріс у пустелі. Вірш звучить так:

Віддаю тобі всю зрадливу яскравість
З блискучих шат, що прикрашають ярмарок,
Тоді поверніть мені легкість мого молодого серця
І простий жилет з верблюжої шерсті.
Намет, по якому б'ють вільні вітри
Дитині пустелі дорожче: Чим палаци й королівський привіт?
О, віднеси мене до моєї пустелі!
Дорожче, ніж прудкий мул, що тихо ступає,
Поки найніжніші руки контролюють швидкість,
Невже верблюди грубі на своїй самотній дорозі
Де котяться каравани через пустелі.
На дивані з шовку легко відкинутися
Спостерігаю за змагальними іграми кошеняти,
Але відчуй, як тужить моє молоде серце
Для гостей пустелі та сторожової бухти.
Скромний бенкет пустелі стрункий,
Проста кора, яку дозволяють намети,
Вони дорожчі за придворну пишноту
І солодощі, які прикрашають монарший пансіон.
І дорожче далеко голоси дзвінкі
Від вітрів, що охоплюють пустелю: Тоді Пишність і Сила розкривають свою гордість
У шумному бубні розмірений звук.
Тоді віднеси мене подалі від царської оселі,
Від розкішної холодної та розпещеної дитини,
Шукати серце свободи, що бринить,
Споріднене серце в диких пустелях.

Цей вірш є частиною ширшої тенденції жіночих віршів, які виражають ностальгію за пустелею в контексті суспільства, яке дедалі більше урбанізується.

### Видання та переклади
- Freeland, H. W. (1886). Gleanings from the Arabic. The Lament of Maisun, the Bedouin Wife of Muâwiya. Journal of the Royal Asiatic Society of Great Britain and Ireland. 18 (1): 89—91. doi:10.1017/S0035869X00019201. JSTOR 25208818.
- Theodor Nöldeke, Delectus veterum carminum arabicorum (Berlin: Reuther, 1890), p. 25, https://archive.org/details/delectusveterum00mlgoog (edition)
- Redhouse, J. W. (1886). Observations on the Various Texts and Translations of the so-called 'Song of Meysūn'; An Inquiry into Meysūn's Claim to Its Authorship; and an Appendix on Arabic Transliteration and Pronunciation. The Journal of the Royal Asiatic Society of Great Britain and Ireland. 18 (2): 268—322. doi:10.1017/S0035869X00165682. JSTOR 25208828.
- Classical Poems by Arab Women: A Bilingual Anthology, ed. and trans. by Abdullah al-Udhari (London: Saqi Books, 1999), 78-79 (edition and translation)